# Boerboel
Boerboel – rasa psa w typie molosa, wyhodowana w Południowej Afryce, użytkowana jako pies obronny, stróżujący i pies-towarzysz. Zarejestrowana początkowo tylko w RPA, stopniowo zyskała popularność na całym świecie. Aktualnie rejestrowana jest również w Polsce.
Do południowej Afryki przodkowie tej rasy trafili wraz z Burami. Były to głównie psy w typie mastifa i buldoga. Krzyżowały się z psami rdzennych mieszkańców – Hotentotów.

## Wygląd
Głowa
Duża, choć proporcjonalna do reszty ciała.
Ogon
Często kopiowany, lecz nie jest to wymogiem rasy.
Szata i umaszczenie
Występują osobniki o umaszczeniu szarym, żółtym, brązowym lub pręgowanym. SABT dopuszcza nawet łaciate.

## Temperament
Boerboele są psami ze skłonnością do dominacji, lecz po odpowiednim szkoleniu nie powinny sprawiać problemów. Jako duże psy z silnym instynktem terytorialnym muszą być socjalizowane z otoczeniem od szczenięcia. Z powodu skłonności do ataku na obcych, źle ułożone osobniki mogą stanowić zagrożenie dla otoczenia.
Potrzebują kontaktu z właścicielem i zostawione w domu na długi czas mogą mieć skłonności destruktywne. Z reguły uczone są nie warczeć na ludzi, nawet na swoim terenie, w czasie obecności właściciela, jednak wciąż pozostają bardzo czujne i nieufne.

## Użytkowość
Ich pierwotnym przeznaczeniem była ochrona zwierząt gospodarskich przed dzikimi zwierzętami (szakale, cywety, hieny, pantery). Wykorzystywane były przez farmerów również do zaganiania bydła.